# Árpádhalom

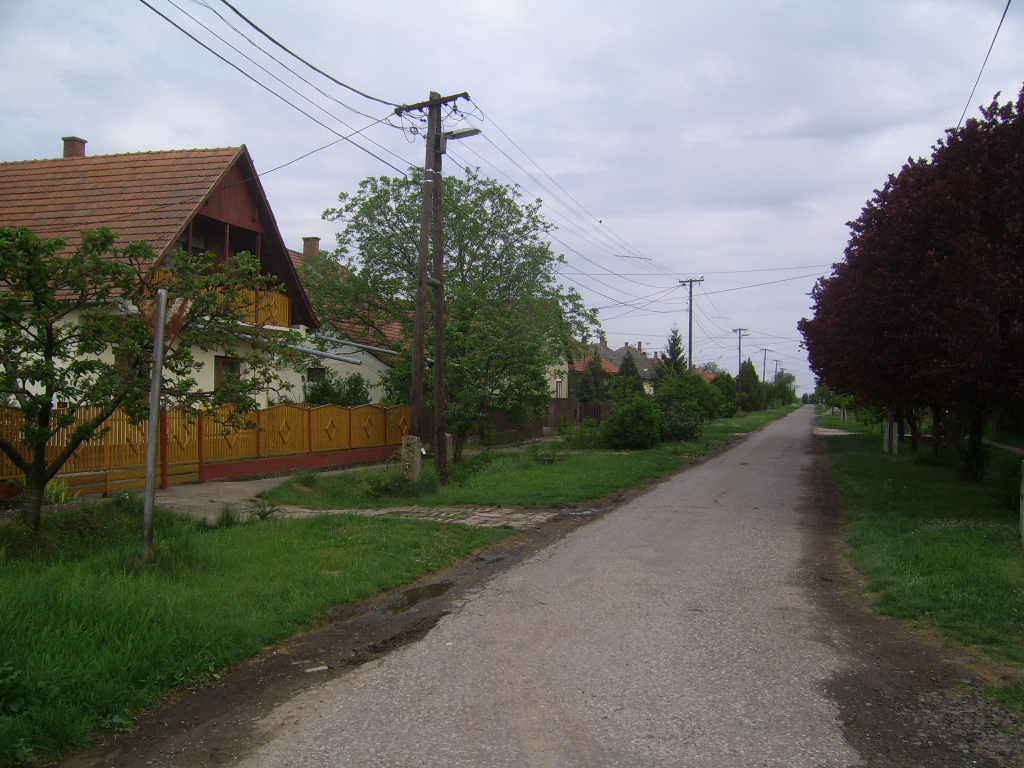

Árpádhalom är ett mindre samhälle i provinsen Csongrád-Csanád i Ungern. År 2019 hade Árpádhalom totalt 483 invånare.